# Joseph Frosch
Joseph Frosch  (* 2. März 1733 in Ebernhahn als Christian Frosch; † 15. Januar 1802 in Marienstatt) war der 45. Abt der  Zisterzienserabtei Marienstatt.

## Leben und Wirken
Christian Frosch wuchs in Ebernhahn bei Wirges auf, trat in die Abtei Marienstatt und erhielt den Ordensname, Joseph. 1753 empfing er die Minores, zum Subdiakon wurde er 1754 und zum Diakon 1755 geweiht. Die Priesterweihe empfing er am 4. Juni 1757. Er war in der Abtei Cellerar und als solcher wurde er zum Cellerar in Rhein-Metterich bestellt. Am 14. September 1784 wurde er in Marienstatt zum Abt gewählt und vom Abt des Klosters Heisterbach (Mutterkloster) bestätigt. Am 21. November 1784 erhielt er durch Weihbischof Karl Aloys von Königsegg-Aulendorf in Köln die Benediktion.
Die Koalitionskriege machten es nötig, dass Abt und Konvent auf den Klosterhof Arienheller auswichen. Erst als ein kaiserliches Husarenregiment in Marienstatt einquartiert wurde, kehrten Abt Joseph und der Konvent nach Marienstatt zurück (27. Dezember 1792). Auch in den Folgejahren litt Marienstatt an den kriegerischen Auseinandersetzungen. Das Kloster wurde als Militärlazarett genutzt (bis Januar 1797) und sowohl im Oktober 1795 als auch am 4. Juni 1796 durch französische Soldaten geplündert. Immer wieder mussten die Mönche das Marienstatter Tal verlassen, um Schutz zu suchen. Frosch starb am 15. Januar 1802. Noch im selben Jahr wurde die Abtei Marienstatt aufgehoben. Sein Nachfolger Dominikus I. Conrad wurde noch gewählt, konnte aber nicht mehr benediziert werden.